# Neosybra costata
Neosybra costata là một loài bọ cánh cứng trong họ Cerambycidae.